# Rita Ora
Rita Sahatçiu Ora (Pristina, 26 november 1990) is een Kosovaars-Brits zangeres, actrice en songwriter. Ze had internationaal grote hits met nummers als Hot right now (2012), Black widow (2014), Your song (2017), Anywhere (2017), Let you love me (2018) en Ritual (2019).

## Biografie

### Jeugd (1990-2007)
Rita Ora werd geboren in Kosovo (destijds onderdeel van Joegoslavië) als dochter van Albanese ouders. In het jaar van haar geboorte emigreerden haar ouders naar het Verenigd Koninkrijk. Ora groeide op in West-Londen. Al op jonge leeftijd begon ze met zingen.
In 2004 was ze te zien in de film Spivs als Rosanne, naast onder anderen Kate Ashfield en Linda Bassett.

### Eerste muzikale activiteiten (2007-2011)
Ora was in 2007 te horen op Awkward, een single van Craig David. Een jaar later, in 2008 nam ze met hem en Tinchy Stryder de single Where's your love op, waarvan ze ook in de videoclip te zien was. Ze begon in cafés in Londen te zingen. In 2009 vertelde A&R over Ora aan Roc Nation. Een paar dagen later vloog ze over naar New York en ontmoette ze Jay-Z, waarna ze te zien was in de clip Young Forever van Jay-Z & Mr. Hudson. In 2010 was ze te zien in de videoclip van Drake: Over.
In 2009 deed ze auditie voor Eurovision: Your Country Needs You, om misschien het Verenigd Koninkrijk te mogen vertegenwoordigen op het Eurovisiesongfestival. Na een paar afleveringen trok ze zich terug, omdat ze voelde dat ze er niet klaar voor was.

### O.R.A. (2011-2017)
In 2011 gaf Ora aan te werken aan haar debuutalbum. Op 14 december 2011 kwam de single Hot right now uit, samen met DJ Fresh. Het nummer bereikte in de UK Singles Chart de eerste positie. In Nederland kwam het nummer binnen op 3 maart 2012, en bereikte de 11de positie. Het nummer bleef 15 weken staan in de Nederlandse Top 40. In de Single Top 100 bereikte het nummer de 22ste positie. Hot right now komt niet voor op haar debuutalbum.
Haar debuutsingle kwam in februari 2012: How we do (party). Ze nam twee jaar de tijd om haar volledige debuutalbum af te werken. Aan haar debuutalbum werkten onder anderen Ester Dean, Kanye West, The-Dream en Drake mee. Behalve popmuziek liet Ora zich ook inspireren door jazz en muzikanten als Gwen Stefani, Eric Clapton en BB King.
Op 6 mei 2012 verscheen haar tweede single, R.I.P, die ze samen met Tinie Tempah (een Britse rapper) opnam. De videoclip hiervoor werd opgenomen op 4 april. Ze debuteerde op nummer 1 in de UK Singles Chart en R.I.P was hiermee haar eerste solo nummer 1-hit en haar tweede in totaal. Op 24 augustus debuteerde haar single How we do (party) eveneens op nummer 1 in de UK Singles Chart, dat hiermee haar tweede solonummer 1-hit in het Verenigd Koninkrijk werd.
In mei 2012 was ze gast-jurylid bij de The X Factor in het negende seizoen. In de zomer van 2012, toen ze het voorprogramma verzorgde tijdens een tournee van Coldplay, onthulde ze dat de plaat Ora zou gaan heten. In 2014 zong ze mee met Band Aid 30.
In 2015 was Ora te zien als jurylid bij The Voice UK, waar ze Kylie Minogue had opgevolgd. Aan het einde van dat jaar ontstond een breuk tussen Ora en haar platenlabel Roc Nation. Na een rechtszaak vond ze onderdak bij Atlantic Records.
Sinds 12 december 2016 is Ora te zien als presentatrice van het programma America's Next Top Model. Van 2021 tot 2023 was ze te zien als coach bij The Voice Australia.

### 2017-heden: Phoenix
Op 26 mei 2017 verscheen de eerste single van Ora's tweede album. De single genaamd Your song werd een grote hit in Europa en in België met platina bekroond. De tweede single van het album,   Anywhere, bereikte ook hoge plaatsen met onder meer een nummer 1-notering in Polen. In haar thuisland kreeg ze er een platina plaat voor. Ook werkte de zangeres mee aan de laatst verschenen single van de overleden dj Avicii. Rita bracht de single tijdens haar Girls Tour als eerbetoon aan hem. Ook zong ze in 2018 het nummer For you, een duet met Liam Payne dat fungeerde als soundtrack voor de film Fifty Shades Freed. Deze single bereikte de top 10 in meer dan vijftien landen. 
Het album zelf kwam uit op 23 november en kreeg de titel Phoenix. Eerder verscheen hiervan al de vierde single Let you Love Me. In het voorjaar promootte de zangeres haar album tijdens de Phoenix Tour; er werden aanvankelijk 30 shows aangekondigd.
In 2024 speelde ze The Queen of Hearts in de Lijst van Disney Channel Original Movie Descendants The Rise of Red.

## Privé
Ora trouwde in augustus 2022 met regisseur Taika Waititi.

## Discografie

### Albums
| Album met eventuele hitnotering(en) in de Nederlandse Album Top 100 | Datum van verschijnen | Datum van binnenkomst | Hoogste positie | Aantal weken | Opmerkingen |
| ------------------------------------------------------------------- | --------------------- | --------------------- | --------------- | ------------ | ----------- |
| Ora                                                                 | 19-10-2012            | -                     |                 |              |             |
| Phoenix                                                             | 23-11-2018            | 01-12-2018            | 30              | 3            |             |

| Album met hitnotering(en) in de Vlaamse Ultratop 200 albums | Datum van verschijnen | Datum van binnenkomst | Hoogste positie | Aantal weken | Opmerkingen |
| ----------------------------------------------------------- | --------------------- | --------------------- | --------------- | ------------ | ----------- |
| Ora                                                         | 19-10-2012            | 27-10-2012            | 101             | 4            |             |
| Phoenix                                                     | 23-11-2018            | 01-12-2018            | 31              | 12           |             |
| You & I                                                     | 22-07-2023            | 29-07-2023            | 53              | 1*           |             |

### Singles
| Single met eventuele hitnotering(en) in de Nederlandse Top 40 | Datum van verschijnen | Datum van binnenkomst | Hoogste positie | Aantal weken | Opmerkingen                                                                                |
| ------------------------------------------------------------- | --------------------- | --------------------- | --------------- | ------------ | ------------------------------------------------------------------------------------------ |
| Hot Right Now                                                 | 16-01-2012            | 03-03-2012            | 11              | 15           | met DJ Fresh / Nr. 22 in de Single Top 100                                                 |
| R.I.P.                                                        | 21-05-2012            | 02-06-2012            | tip16           | -            | met Tinie Tempah / Nr. 89 in de Single Top 100                                             |
| How We Do (Party)                                             | 03-09-2012            | 15-09-2012            | 28              | 5            | Nr. 31 in de Single Top 100 / Alarmschijf                                                  |
| I Will Never Let You Down                                     | 2014                  | 12-04-2014            | tip8            | -            |                                                                                            |
| Black Widow                                                   | 2014                  | 20-09-2014            | 13              | 14           | met Iggy Azalea / Nr. 13 in de Single Top 100 / Alarmschijf                                |
| Doing It                                                      | 2015                  | 31-01-2015            | tip8            | -            | met Charli XCX                                                                             |
| Coming Home                                                   | 2015                  | 02-01-2016            | tip2            | -            | met Sigma                                                                                  |
| Your Song                                                     | 2017                  | 10-06-2017            | 18              | 21           | Nr. 28 in de Single Top 100 / Platina / Alarmschijf                                        |
| Anywhere                                                      | 2017                  | 25-11-2017            | 7               | 24           | Nr. 20 in de Single Top 100 / Platina / Alarmschijf                                        |
| Lonely Together                                               | 2017                  | 09-12-2017            | 24              | 6            | met Avicii / Nr. 22 in de Single Top 100                                                   |
| For You                                                       | 05-01-2018            | 20-01-2018            | 21              | 17           | Soundtrack Fifty Shades Freed / met Liam Payne / Nr. 35 in de Single Top 100 / Alarmschijf |
| Girls                                                         | 2018                  | 26-05-2018            | 19              | 7            | met Cardi B, Bebe Rexha & Charli XCX / Nr. 73 in de Single Top 100 / Alarmschijf           |
| Let You Love Me                                               | 2018                  | 06-10-2018            | 5               | 27           | Nr. 14 in de Single Top 100 / Alarmschijf                                                  |
| Only Want You                                                 | 2019                  | 09-03-2019            | tip14           | -            | met 6lack                                                                                  |
| Carry On                                                      | 19-04-2019            | 25-05-2019            | 17              | 8            | met Kygo / Nr. 35 in de Single Top 100                                                     |
| Ritual                                                        | 31-05-2019            | 08-06-2019            | 5               | 26           | met Tiësto & Jonas Blue / Nr. 11 in de Single Top 100                                      |
| How to Be Lonely                                              | 2020                  | 02-05-2020            | 40              | 2            |                                                                                            |
| Big                                                           | 12-02-2021            | 13-02-2021            | tip5            | -            | met David Guetta, Imanbek & Gunna                                                          |
| Bang Bang                                                     | 2021                  | 27-03-2021            | tip17           | -            | met Imanbek                                                                                |
| Follow Me                                                     | 2021                  | 22-01-2022            | 28              | 7            | met Sam Feldt                                                                              |
| You Only Love Me                                              | 2023                  | 11-02-2023            | tip9            | 5            |                                                                                            |
| Praising You                                                  | 2023                  | 13-05-2023            | tip14           | 3            | met Fatboy Slim                                                                            |
| Drinkin'                                                      | 2023                  | 26-08-2023            | tip12           | 6            | met Joel Corry & MK                                                                        |
| I'll Be There                                                 | 2023                  | 14-10-2023            | tip2            | 16           | met Robin Schulz & Tiago PZK                                                               |

| Single met hitnotering(en) in de Vlaamse Ultratop 50 | Datum van verschijnen | Datum van binnenkomst | Hoogste positie | Aantal weken | Opmerkingen                          |
| ---------------------------------------------------- | --------------------- | --------------------- | --------------- | ------------ | ------------------------------------ |
| Hot Right Now                                        | 2012                  | 25-02-2012            | 11              | 14           | met DJ Fresh                         |
| R.I.P.                                               | 2012                  | 07-07-2012            | 44              | 1            | met Tinie Tempah                     |
| How We Do (Party)                                    | 2012                  | 15-09-2012            | tip18           | -            |                                      |
| Radioactive                                          | 2013                  | 09-03-2013            | tip20           | -            |                                      |
| Torn Apart                                           | 2013                  | 03-08-2013            | tip44           | -            | met Snoop Lion                       |
| I Will Never Let You Down                            | 2014                  | 19-04-2014            | tip12           | -            |                                      |
| Black Widow                                          | 2014                  | 06-09-2014            | 12              | 20           | met Iggy Azalea                      |
| Doing It                                             | 2015                  | 14-03-2015            | tip60           | -            | met Charli XCX                       |
| Poison                                               | 2015                  | 27-06-2015            | tip45           | -            |                                      |
| Body on Me                                           | 2015                  | 29-08-2015            | tip55           | -            | met Chris Brown                      |
| Coming Home                                          | 2015                  | 16-01-2016            | 13              | 8            | met Sigma                            |
| Your Song                                            | 2017                  | 24-06-2017            | 6               | 23           | Platina                              |
| Lonely Together                                      | 2017                  | 09-12-2017            | 36              | 10           | met Avicii / Goud                    |
| Anywhere                                             | 2017                  | 30-12-2017            | 17              | 16           | Goud                                 |
| For You                                              | 2018                  | 20-01-2018            | 8               | 19           | Soundtrack Fifty Shades Freed / Goud |
| Girls                                                | 2018                  | 19-05-2018            | tip33           | -            | met Cardi B, Bebe Rexha & Charli XCX |
| Let You Love Me                                      | 2018                  | 13-10-2018            | 8               | 28           | Goud                                 |
| Only Want You                                        | 2019                  | 16-03-2019            | tip             | -            | met 6lack                            |
| R.I.P.                                               | 2019                  | 23-03-2019            | tip             | -            | met Sofía Reyes & Anitta             |
| Carry On                                             | 2019                  | 01-06-2019            | 40              | 3            | met Kygo                             |
| Ritual                                               | 2019                  | 15-06-2019            | 10              | 26           | met Tiësto & Jonas Blue / Goud       |
| How to Be Lonely                                     | 2020                  | 21-03-2020            | tip4            | -            |                                      |
| Big                                                  | 2021                  | 27-02-2021            | tip             | -            | met David Guetta, Imanbek & Gunna    |
| Bang Bang                                            | 2021                  | 06-03-2021            | tip             | -            | met Imanbek                          |
| Barricades                                           | 2022                  | 24-07-2022            | 44              | 4            | met Netsky                           |
| You Only Love Me                                     | 2023                  | 12-03-2023            | 50              | 1            |                                      |
| I'll Be There                                        | 2023                  | 12-11-2023            | 28              | 10           | met Robin Schulz & Tiago PZK         |

## Filmografie
- Spivs - Rosanna (2004)
- Young Forever - Cameo in videoclip (2009)
- Eurovision: Your Country Needs You - Deelnemer (2009)
- Over - Cameo in videoclip (2010)
- Fast & Furious 6 - Racer (uncredited) (2013)
- Fifty Shades of Grey - Mia Grey (2015)
- Fifty Shades Darker - Mia Grey (2017)
- Fifty Shades Freed - Mia Grey (2018)
- Pokémon Detective Pikachu - Dr. Ann Laurent (2019)
- Descendants The Rise of Red - Queen of Hearts (2024)

## Televisie
- The Brief (2004) - als Jaclyn Livermore
- Bombshell (2006) - als Bombshell
- The X Factor (2012) - als gastjurylid
- The Voice UK (2015) - als coach samen met Will.i.am, Ricky Wilson en Tom Jones
- The X Factor (2015) - als jurylid samen met Simon Cowell, Nick Grimshaw en Cheryl Cole
- America's Next Top Model (2016-2017) - als presentatrice
- Boy Band (2017) - als presentatrice
- RuPaul's Drag Race All Stars (2019) - als gastjurylid
- The Masked Singer UK (2020-heden) - als panellid samen met Davina McCall, Jonathan Ross, Ken Jeong (2020) en Mo Gilligan (2021-2023)
- The Voice Australia (2021-2023) - als coach samen met Jessica Mauboy, Guy Sebastian, Keith Urban (2021-2022) en Jason Derulo (2023)
- The Voice Australia Generations (2022) - als coach samen met Jessica Mauboy, Guy Sebastian, Keith Urban
- The Masked Singer USA (2024) - als panellid samen met Robin Thicke, Jenny McCarthy en Ken Jeong